# Temporada 2019 del Campeonato de F3 de las Américas
La temporada 2019 del Campeonato de F3 de las Américas fue la segunda edición de dicho campeonato. Comenzó en abril en Barber Motorsports Park y finalizó en septiembre en el Sebring International Raceway.

## Equipos y pilotos
Lista de participantes del campeonato.
| Equipo                       | N.º | Pilotos                 | Rondas |
| ---------------------------- | --- | ----------------------- | ------ |
| Velocity Racing Developments | 5   | Parker Locke            | Todas  |
| Velocity Racing Developments | 11  | Antonio Serravalle      | 5      |
| Velocity Racing Developments | 14  | Mathias Soler-Obel      | Todas  |
| Velocity Racing Developments | 25  | Dominic Cicero          | 1-4    |
| Global Racing Group          | 9   | Baltazar Leguizamón     | 1-3    |
| Global Racing Group          | 19  | Blake Upton             | 2-6    |
| Global Racing Group          | 24  | Benjamin Pedersen       | 1, 4-6 |
| Global Racing Group          | 72  | Dakota Dickerson        | Todas  |
| Global Racing Group          | 95  | James Roe Jr.           | Todas  |
| Momentum Motorsports         | 16  | Kent Vaccaro            | Todas  |
| Momentum Motorsports         | 34  | Megan Gilkes            | 3-4    |
| Momentum Motorsports         | 49  | Quinlan Lall            | 4      |
| Momentum Motorsports         | 67  | Shea Holbrook           | 1-2, 4 |
| Momentum Motorsports         | 67  | Quinlan Lall            | 3      |
| DEForce Racing               | 34  | James Raven             | 6      |
| Kiwi Motorsport              | 34  | Austin Kaszuba          | 1-2    |
| Abel Motorsports             | 49  | Danny van Dongen        | 6      |
| Abel Motorsports             | 51  | Jacob Abel              | 1-3, 6 |
| Southern Motorsports         | 61  | John Paul Southern, Jr. | Todas  |
| Jensen Global Advisors       | 99  | Logan Cusson            | Todas  |

## Resultados

### Carreras
| Ronda | Ronda | Circuito                                      | Fecha               | Pole Position      | Vuelta rápida      | Piloto ganador      | Equipo ganador               |
| ----- | ----- | --------------------------------------------- | ------------------- | ------------------ | ------------------ | ------------------- | ---------------------------- |
| 1     | C1    | Barber Motorsports Park, Birmingham           | 6 de abril          | Benjamin Pedersen  | Dakota Dickerson   | Benjamin Pedersen   | Global Racing Group          |
| 1     | C2    | Barber Motorsports Park, Birmingham           | 7 de abril          |                    | Logan Cusson       | Dakota Dickerson    | Global Racing Group          |
| 2     | C3    | Road Atlanta, Braselton                       | 18-20 de abril      | Dakota Dickerson   | Dakota Dickerson   | Jacob Abel          | Abel Motorsports             |
| 2     | C4    | Road Atlanta, Braselton                       | 18-20 de abril      |                    | Kent Vaccaro       | Jacob Abel          | Abel Motorsports             |
| 2     | C5    | Road Atlanta, Braselton                       | 18-20 de abril      | Dakota Dickerson   | Dakota Dickerson   | Global Racing Group |                              |
| 3     | C6    | Pittsburgh International Race Complex, Wampum | 21-23 de junio      | Dakota Dickerson   | Dakota Dickerson   | Dakota Dickerson    | Global Racing Group          |
| 3     | C7    | Pittsburgh International Race Complex, Wampum | 21-23 de junio      |                    | Dakota Dickerson   | Dakota Dickerson    | Global Racing Group          |
| 3     | C8    | Pittsburgh International Race Complex, Wampum | 21-23 de junio      |                    | Dakota Dickerson   | Dakota Dickerson    | Global Racing Group          |
| 4     | C9    | Virginia International Raceway, Alton         | 26-28 de julio      | Benjamin Pedersen  | Mathias Soler-Obel | Benjamin Pedersen   | Global Racing Group          |
| 4     | C10   | Virginia International Raceway, Alton         | 26-28 de julio      |                    | Mathias Soler-Obel | Benjamin Pedersen   | Global Racing Group          |
| 4     | C11   | Virginia International Raceway, Alton         | 26-28 de julio      |                    | Dakota Dickerson   | Mathias Soler-Obel  | Velocity Racing Developments |
| 5     | C12   | Road America, Elkhart Lake                    | 22-24 de agosto     | Mathias Soler-Obel | Benjamin Pedersen  | James Roe Jr.       | Global Racing Group          |
| 5     | C13   | Road America, Elkhart Lake                    | 22-24 de agosto     |                    | Benjamin Pedersen  | Benjamin Pedersen   | Global Racing Group          |
| 6     | C14   | Sebring International Raceway, Sebring        | 13-15 de septiembre | Benjamin Pedersen  | Jacob Abel         | Benjamin Pedersen   | Global Racing Group          |
| 6     | C15   | Sebring International Raceway, Sebring        | 13-15 de septiembre |                    | Jacob Abel         | Benjamin Pedersen   | Global Racing Group          |
| 6     | C16   | Sebring International Raceway, Sebring        | 13-15 de septiembre |                    | Jacob Abel         | Benjamin Pedersen   | Global Racing Group          |

- Fuente: f3americas.com[1]

### Sistemas de puntos
| Posición | 1º | 2º | 3º | 4º | 5º | 6º | 7º | 8º | 9º | 10º |
| Puntos   | 25 | 18 | 15 | 12 | 10 | 8  | 6  | 4  | 2  | 1   |

- Fuente: exclusiveracing.com[4]

### Campeonato de Pilotos
| Pos. | Piloto                  | BAR | BAR | ATL | ATL | ATL | PIT | PIT | PIT | VIR | VIR | VIR | ROA | ROA | SEB | SEB | SEB | Puntos |
| ---- | ----------------------- | --- | --- | --- | --- | --- | --- | --- | --- | --- | --- | --- | --- | --- | --- | --- | --- | ------ |
| 1    | Dakota Dickerson        | 2   | 1   | 3   | 6   | 1   | 1   | 1   | 1   | 3   | 4   | 4   | Ret | 2   | 5   | 2   | 2   | 269    |
| 2    | Benjamin Pedersen       | 1   | 2   |     |     |     |     |     |     | 1   | 1   | 2   | 5   | 1   | 1   | 1   | 1   | 221    |
| 3    | Mathias Soler-Obel      | Ret | 5   | Ret | Ret | 13† | 6   | 6   | 4   | 2   | 2   | 1   | 2   | 3   | 3   | 4   | 9†  | 161    |
| 4    | Jacob Abel              | 3   | 4   | 1   | 1   | 3   | 3   | 3   | 11  |     |     |     |     |     | 2   | Ret | 3   | 155    |
| 5    | James Roe, Jr.          | 4   | 7   | 4   | Ret | 6   | 5   | 7   | 6   | 8   | 5   | 5   | 1   | 6   | 6   | 5   | 5   | 147    |
| 6    | John Paul Southern, Jr. | 8   | Ret | Ret | 4   | 4   | 4   | 5   | 5   | Ret | 6   | Ret | 3   | 4   | 4   | 3   | 4   | 134    |
| 7    | Baltazar Leguizamón     | 5   | Ret | 2   | Ret | 2   | 2   | 2   | 2   |     |     |     |     |     |     |     |     | 100    |
| 8    | Blake Upton             |     |     | 9   | 5   | 7   | 8   | 10  | 8   | 6   | 8   | 7   | 4   | 5   | 8   | 6   | 7   | 85     |
| 9    | Quinlan Lall            |     |     |     |     |     | 11  | 4   | 3   | 4   | 3   | 3   |     |     |     |     |     | 69     |
| 10   | Parker Locke            | 10  | 9   | 7   | 2   | 8   | 7   | 8   | 7   | 9   | Ret | NC  | Ret | Ret | Ret | 8   | 6   | 61     |
| 11   | Kent Vaccaro            | 9   | 3   | 11  | 8   | 11  | Ret | 9   | 9   | 10† | 9   | 6   | Ret | DNS | 7   | Ret | DNS | 42     |
| 12   | Logan Cusson            | 6   | 11  | 10  | 7   | 9   | 10  | 12  | 12  | 7   | 7   | NC  | Ret | DNS | Ret | 7   | 8   | 40     |
| 13   | Shea Holbrook           | Ret | 6   | 8   | 3   | 10  |     |     |     | Ret | DNS | DNS |     |     |     |     |     | 28     |
| 14   | Dominic Cicero          | 7   | 10  | 5   | Ret | 12  | 12  | 11  | 10  | 5   | Ret | Ret |     |     |     |     |     | 28     |
| 15   | Austin Kaszuba          | Ret | 8   | 6   | DSQ | 5   |     |     |     |     |     |     |     |     |     |     |     | 22     |
| 16   | Antonio Serravalle      |     |     |     |     |     |     |     |     |     |     |     | 6   | NC  |     |     |     | 8      |
| 17   | Megan Gilkes            |     |     |     |     |     | 9   | 13  | 13  | Ret | DNS | DNS |     |     |     |     |     | 2      |
| NC   | James Raven             |     |     |     |     |     |     |     |     |     |     |     |     |     | Ret | Ret | DNS | 0      |
| NC   | Danny van Dongen        |     |     |     |     |     |     |     |     |     |     |     |     |     | Ret | DNS | DNS | 0      |
| Pos. | Pilotos                 | BAR | BAR | ATL | ATL | ATL | PIT | PIT | PIT | VIR | VIR | VIR | ROA | ROA | SEB | SEB | SEB | Puntos |

| Color     | Resultado                                                               |
| --------- | ----------------------------------------------------------------------- |
| Oro       | Ganador                                                                 |
| Plata     | 2.ª plaza                                                               |
| Bronce    | 3.ª plaza                                                               |
| Verde     | Finalizó en los puntos                                                  |
| Azul      | Finalizó sin puntos                                                     |
| Azul      | NC - No clasificado                                                     |
| Violeta   | Ret - No terminó (Carrera)                                              |
| Rojo      | DNQ - No se clasificó                                                   |
| Negro     | DSQ - Descalificado                                                     |
| Blanco    | DNS - No empezó (carrera)                                               |
| Blanco    | WD - Retirado (fin de semana)                                           |
| Blanco    | C - Carrera cancelada                                                   |
| Sin color | DNP - Inscrito pero no participó                                        |
| Sin color | INJ - Lesionado                                                         |
| Sin color | EX - Excluido                                                           |
| Estado    | Resultado                                                               |
| Negrita   | Pole position                                                           |
| Cursiva   | Vuelta rápida                                                           |
| †         | Abandona, pero clasifica al completar el porcentaje requerido para ello |

- Fuente: f3americas.com[5]

### Campeonato de Equipos
| Pos. | Equipo                       | Puntos |
| ---- | ---------------------------- | ------ |
| 1    | Global Racing Group          | 617    |
| 2    | Velocity Racing Developments | 254    |
| 3    | Abel Motorsports             | 155    |
| 4    | Momentum Motorsports         | 141    |
| 5    | Southern Motorsports         | 134    |
| 6    | Jensen Global Advisors       | 40     |
| 7    | Kiwi Motorsport              | 22     |
| NC   | DEForce Racing               | 0      |

- Fuente: f3americas.com[6]